# La leyenda de los hombres más guapos del mundo
La leyenda de los hombres más guapos del mundo es el duodécimo álbum de los Mojinos Escozíos. Fue sacado a la venta en 2010 e incluye un DVD con 8 vídeos de algunas de sus canciones.

## Lista de canciones
1. La avioneta - 4:57
2. La leyenda del hombre que envidiaba a los perros - 2:10
3. Que bonito sería (La utopía) - 4:30
4. Tengo una verruga en la frente - 3:00
5. La historia del hombre que dejó Rusia sin vodka - 4:16
6. El mítico chupachú - 1:50
7. Sevilla a ver si te pelas (El mismo cuento de siempre) - 3:43
8. El arrebañamechero (Héroe o villano) - 3:26
9. Frío en Madrid (Leyenda urbana) - 3:33
10. La clásica canción de amor - 1:20
11. ¡¡Esa puerta!! - 0:25
12. Mi coleguita (My little good friend) - 4:56
13. Los históricos reyes magos - 6:03
14. El coco (Leyenda de leyendas) - 5:51
15. Esto es la bomba - 0:54
16. Vade retro Satanás (Los piojos) - 4:11
17. Épico duelo de guitarras - 0:50
18. La leyenda del niño que jamás se lavó los pies - 4:24
19. Canción instrumentá del tío que tenía el récor del mundo de llevarse más tiempo hablando sin respirá (Parte II) - 5:10
20. Quién se ha comido mis natillas (Canto tradicional navideño) - 0:25

## Lista del DVD
1. Intro
2. La historia del hombre que dejó Rusia sin vodka
3. El mítico chupachú
4. Tengo una verruga en la frente
5. La clásica canción de amor
6. Frío en Madrid (Leyenda urbana)
7. Quién se ha comido mis natillas (Canto tradicional navideño)
8. Que bonito sería (La utopía)